# Kumargah
Kumargah (persiska: كمرگاه) är ett berg i Afghanistan. Det ligger i provinsen Balkh, i den norra delen av landet, 280 kilometer nordväst om huvudstaden Kabul. Toppen på Kumargah är 2 181 meter över havet.